# Debate sobre la inmigración en el libertarismo
La perspectiva libertaria sobre la inmigración se considera a menudo como uno de los conceptos centrales de la teoría y la filosofía libertaria. Existe un considerable desacuerdo entre los libertarios en cuanto a qué postura hacia la inmigración concuerda mejor con los principios libertarios. Algunos sostienen que las restricciones a la inmigración son una violación de los derechos de los inmigrantes y otros propietarios y constituyen una amenaza para la libertad individual. Otros sostienen que la apertura de fronteras equivale a una política de integración forzada por parte del Estado, y que proteger los derechos de los propietarios requiere que los gobiernos actuales adopten políticas mucho más discriminatorias sobre quién puede ingresar a un país.

## Defensores libertarios de la inmigración libre
El economista y teórico libertario Walter Block sostiene que las restricciones a la inmigración son incompatibles con el libertarismo. En su opinión, las fronteras nacionales impuestas por el Estado son arbitrarias y se imponen violentamente, por lo que por lo tanto, no puede proporcionar ninguna justificación para restringir el movimiento de inmigrantes o emigrantes. De acuerdo con los principios libertarios, Block sostiene que la inmigración debe permitirse en la medida en que no implique agresión. Cuando hay un propietario dispuesto a acoger a un inmigrante, los terceros no tienen motivo de queja.
Block sostiene además que las imperfectas condiciones actuales de las barreras migratorias impuestas por el estado no dan licencia a los libertarios para oponerse a la inmigración abierta. Sostiene que los libertarios no deberían intentar aproximarse a lo que "sería" el caso en una sociedad libertaria, sino que deberían defender aquellas políticas que concuerden directamente con el  principio de no agresión. Esto implica oponerse a las barreras migratorias impuestas por el estado y devolver a los propietarios el derecho a decidir quién puede o no ingresar a su territorio. Block también sostiene que los argumentos en el sentido de que la inmigración erosionaría las instituciones o la cultura nacionales son indefendibles desde el punto de vista libertario. Si ninguno de estos efectos de la inmigración implica la invasión física de la propiedad, entonces, en opinión de Block, los libertarios no están justificados al enfrentarse con la fuerza a inmigrantes pacíficos.
Autor libertario Jacob Hornberger, un defensor de políticas de inmigración más libres, argumenta que las fronteras abiertas son la única posición de inmigración libertaria.
Jeffrey Tucker, director de contenido de la Foundation for Economic Education, ha sido crítico con los argumentos de frontera cerrada de  libertarios de tendencia conservadora: 
Este es un gran debate entre las personas que de otro modo juran lealtad al "gobierno limitado". Muchas personas que afirman querer la libertad parecen no tener problemas con las implicaciones de una política de fronteras cerradas: identificaciones nacionales, permisos de trabajo nacionales, vigilancia ininterrumpida, acoso a todos los negocios, cultura de "papeles por favor", deportación masiva, decenas de de miles de millones en desperdicios, burócratas que arruinan el sueño americano, familias rotas, y los derechos de estadounidenses y extranjeros transgredidos a cada paso.

## Defensores libertarios de la inmigración restringida
El economista y teórico libertario Murray Rothbard abordó la cuestión de la inmigración a través del lente de la propiedad privada. En "La ética de la libertad", Rothbard argumentó que la cuestión de la inmigración podría resolverse adecuadamente dentro de una sociedad libertaria, donde todas las calles y tierras serían de propiedad privada. Se permitiría y alentaría la inmigración en la medida en que hubiera propietarios dispuestos a recibir inmigrantes y permitirles viajar por sus carreteras privadas. Rothbard creía que esto conduciría a un arreglo variado de migración, que reflejaba las actitudes y deseos de los dueños de propiedades en un área determinada.

Los puntos de vista de Rothbard sobre la inmigración evolucionaron más adelante en su carrera, ya que argumentó más claramente que el modelo anarcocapitalismo no se prestaría a la inmigración sin restricciones. Argumentó que las políticas de inmigración abierta impuestas por el estado son contrarias a la libertad:
"Un país totalmente privatizado sería tan "cerrado" como lo deseen los habitantes y propietarios particulares. Parece claro, entonces, que el régimen de fronteras abiertas que existe de facto en los EE. UU. Realmente equivale a una apertura obligatoria por parte del estado central, el estado a cargo de todas las calles y áreas de terrenos públicos, y no refleja genuinamente los deseos de los propietarios."
Hans-Hermann Hoppe, estudiante de Rothbard y otro influyente pensador y economista libertario, es bien conocido por sus críticas a la inmigración irrestricta. Argumenta que no hay inconsistencia en defender el libre comercio de bienes y, al mismo tiempo, defender políticas de inmigración restringida. En su opinión, el libre comercio siempre implica un comprador y un vendedor dispuestos. Este no es el caso de la inmigración, donde los inmigrantes pueden moverse por la vía pública por su propia voluntad y hacia lugares donde no son necesariamente bienvenidos, lo que equivale a una integración forzada. Como afirma Hoppe en su artículo "The Case for Free Trade and Restricted Immigration", "Es precisamente la absoluta voluntariedad de la asociación y la separación humanas, la ausencia de cualquier forma de integración forzada, lo que hace que las relaciones sean pacíficas. En el libre comercio entre razas, es posible que haya personas de distinta etnia, lengua, religión o cultura".

Además, Hoppe enfatiza que el clima político en las democracias occidentales ha hecho que la situación sea aún más grave, ya que las políticas de bienestar de estos países implican que la inmigración conducirá a la devastación económica. Hoppe está de acuerdo con Rothbard en que la solución definitiva al problema de la inmigración debe ser la abolición del gobierno y la privatización de todas las propiedades, incluidas las carreteras por las que los inmigrantes ingresan a una nación y se mueven dentro de ella. Esto implica que todo inmigrante será recibido por un propietario dispuesto, lo que imposibilitará la integración forzosa. Con respecto al modelo anarcocapitalista, Hoppe dice
"Claramente, bajo este escenario no existe tal cosa como la libertad de inmigración. Más bien, existe la libertad de muchos propietarios privados independientes de admitir o excluir a otros de su propia propiedad de acuerdo con sus propios títulos de propiedad restringidos o no restringidos... Habrá tanta inmigración o no inmigración, inclusión o exclusividad, desegregación o segregación, no discriminación o discriminación por motivos raciales, étnicos, lingüísticos, religiosos, culturales o de cualquier otro tipo que permitan los propietarios individuales o las asociaciones de propietarios individuales".
Incluso si la situación actual de los estados centrales democráticos no se aproxima al ideal anarcocapitalista, Hoppe todavía piensa que todavía se pueden defender políticas que se alineen más estrechamente con el libertarismo. Sostiene que los gobernantes democráticos deberían establecer políticas como si fueran dueños personalmente del territorio que presiden. Esto implica una fuerte discriminación a lo largo de las líneas de "habilidad, carácter y compatibilidad cultural", ya que los gobernantes tratan de maximizar el valor de su territorio. Además, como dice Hoppe, este modelo implica "exigir, según sea necesario, tanto para el estatus de extranjero residente como para la ciudadanía, el patrocinio personal de un ciudadano residente y su asunción de responsabilidad por todos los daños a la propiedad causados por el inmigrante".
Otros sostienen que los libertarios deberían oponerse a la apertura de fronteras con el argumento de que conduce a aumentos en el tamaño del gobierno, ya que los inmigrantes tienden a votar por aumentos en la redistribución de la riqueza.